# 아프간 국방대학교

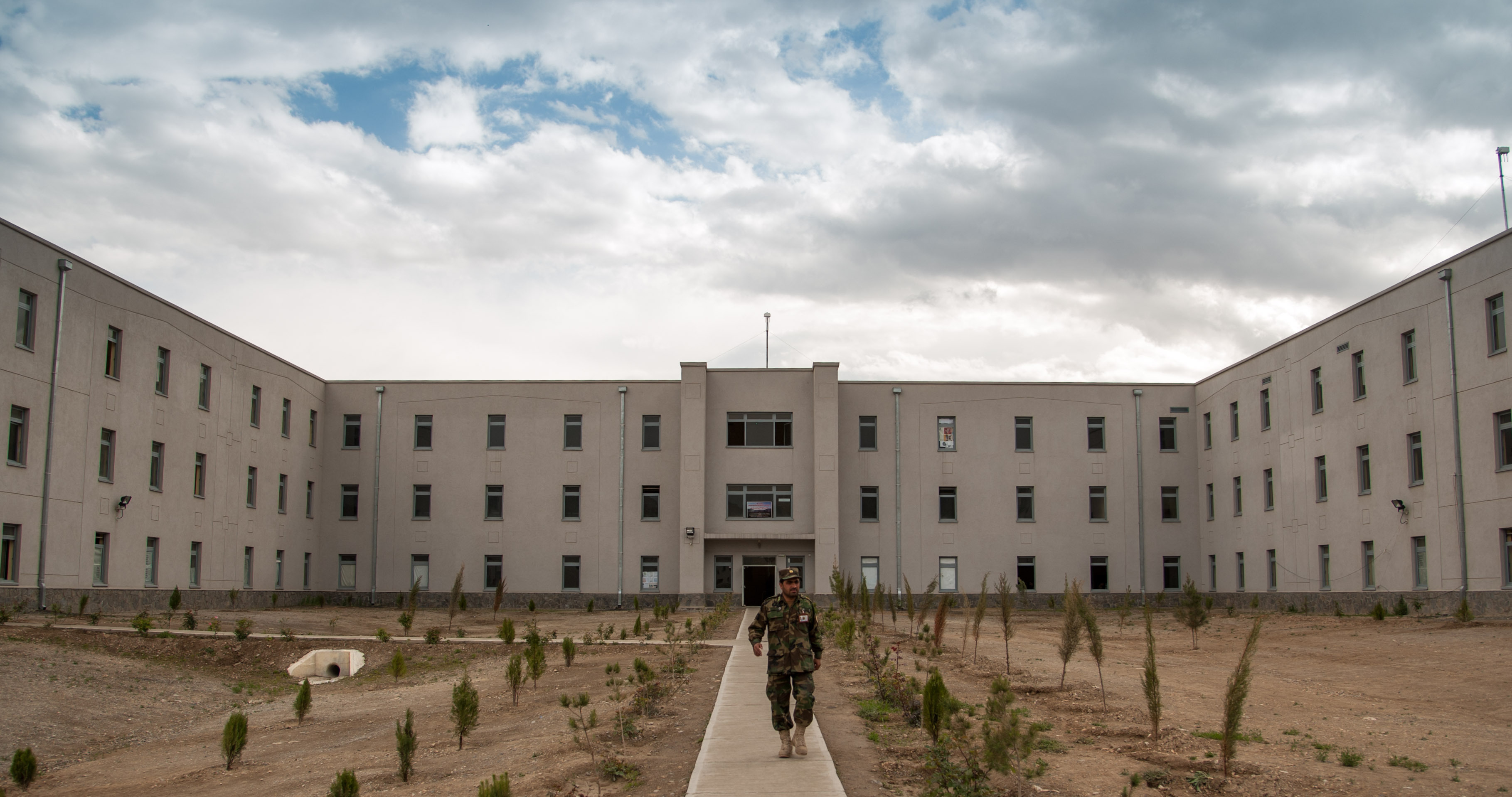

아프간 국방대학교(Afghan National Defense University, Marshal Fahim National Defense University)는 카불 칼가 지구에 위치한 105 에이커 면적의 국방 교육 기관이다. 대학 내에는 아프가니스탄 군대를 위한 다양한 교육 과정이 있다.
대학 내에는 세가지 주요 시설이 있다: 
- 아프가니스탄 국립 국방대학원 (NMAA),
- 아프가니스탄 국군사관학교 (ANAOA)
- 하사관 (NCO)학교, 병장 전담학교 포함.

대학 내에는 ANA 외국어 교육기관도 자리하고 있다.